# Francisco Medina (militar)
Francisco Medina (Buenos Aires, 12 de septiembre de 1870-12 de julio de 1945) fue un militar argentino que se desempeñó como Ministro de Guerra durante la presidencia de facto de José Félix Uriburu.

## Biografía
Nació en Buenos Aires, hijo de Francisco Medina, nacido en Montevideo, y Rosa Buasso, hija de una familia genovesa. Estaba casado con Elvira Lamela Canavery, hija del teniente coronel Baldomero Lamela Luengo y Elvira Canavery, perteneciente a una familia de ascendencia irlandesa.
Fue ascendido a General de Brigada en 1923 y General de División en 1929. Pasó la mayor parte de su carrera militar en el sur argentino, donde participó en las últimas campañas militares de la denominada Conquista del Desierto. Fue jefe de la IV División del Ejército, secretario de la Intendencia de Guerra de Francisco Verdier y vocal del Consejo de Guerra para jefes y oficiales en el gobierno de Hipólito Yrigoyen.
Participó activamente en el gobierno de facto de José Félix Uriburu, como ministro de Guerra, y en el gobierno de Agustín Pedro Justo. Fue el único ministro del gobierno de Uriburu en permanecer en su cargo durante todo el gobierno de facto, desde el 6 de septiembre de 1930 hasta el 20 de enero de 1932.
Ocupó transitoriamente el cargo de comandante en jefe del Ejército desde el 24 de septiembre de 1930 hasta el 12 de noviembre de 1930. Había renunciado el general de división Agustín P. Justo (designado el 8 de septiembre) y el cargo (que no estaba reglamentado ni provisto) fue descartado. Fue designado inspector general del Ejército el general de brigada Tomás Martínez.